# Блум, Пол
Пол Блум (англ. Paul Bloom; род. 24 декабря 1963 года) — канадский профессор психологии и когнитивной науки в Йельском университете. Его исследование с особым акцентом на языке, морали, религии, художественной литературы и искусства посвящено изучению того, как дети и взрослые понимают физический и социальный мир.

## Образование и работа
Пол Блум родился в еврейской семье в Монреале, провинции Квебек. Будучи студентом, он учился в Университете МакГилл, где получил степень бакалавра гуманитарных наук в области психологии (с отличием первого класса). В 1985 году учился в аспирантуре в Массачусетском технологическом институте, где в 1990 году он получил степень доктора философии в области когнитивной психологии под руководством Сьюзан Кэри.
С 1990 по 1999 год преподавал психологию и когнитивную науку в Университете штата Аризона. С 1999 года Пол Блум был профессором психологии и когнитивной науки в Йельском университете.
С 2003 года, Блум занимал должность помощника редактора научного журнала Behavioral and Brain Sciences.
Пол Блум женат на Карен Уинн, психологе и известном исследователе детей. Она также является профессором психологии и когнитивной науки в Йельском университете. Пол Блум и Карен Уинн имеют двух сыновей.

## Достижения и награды
Помимо работы в Йельском университете, Пол Блум провёл ряд выдающихся курсов и в других учебных заведениях, включая Центр развивающих исследований в Университете Чикаго (2002), Институт Макса Планка в Неймегенском Университете (2006), Университет Джонса Хопкинса (2007-2008), а также посетил Центр исследования мышления (2010). 
В 2003 году Пол был награждён Обществом по философии и психологии премией за выдающийся вклад в область междисциплинарных исследований по философии и психологии на стадии раннего развития карьеры, а в 2005-2006 годах Блум занимал должность Президента Общества. В 2006 году, благодаря своему значительному вкладу в науку о психологии, стал членом Американской психологической ассоциации.
В 2004 году он получил премию Лекса Хиксона за выдающееся качество преподавания в области социальных наук в Йельском университете. В 2007 году его "Введение в психологию" было признано выдающимся курсом Йельского Университета и по инициативе Открытых Йельских Курсов стало доступно по всему миру.